# Dennis Smook
Dennis Smook est un homme politique canadien, il est élu à l'Assemblée législative du Manitoba lors de l'élection provinciale de 2011. Il représente la circonscription de La Vérendrye en tant qu'un membre du Parti progressiste-conservateur du Manitoba.